# Oleksandrivka, Mala Vîska
Oleksandrivka (în ucraineană Олександрівка) este localitatea de reședință a comunei Oleksandrivka din raionul Mala Vîska, regiunea Kirovohrad, Ucraina.

## Demografie
Componența lingvistică a localității Oleksandrivka
     Ucraineană (93,97%)
     Rusă (2,75%)
     Română (1,57%)
     Alte limbi (0,52%)
Conform recensământului din 2001, majoritatea populației localității Oleksandrivka era vorbitoare de ucraineană (93,97%), existând în minoritate și vorbitori de rusă (2,75%), română (1,57%) și găgăuză (1,18%).